# Amoklauf an der Red Lake Senior High School
Der Amoklauf an der Red Lake Senior High School wurde am 21. März 2005 von einem Schüler der High School in Red Lake, Minnesota verübt. Der Schüler Jeffrey Weise (16) tötete an diesem Morgen seinen Großvater, einen Polizeibeamten, sowie dessen Freundin in ihrem Haus. Nachdem er die Polizeiwaffen und die Polizeiweste seines Großvaters an sich genommen hatte, fuhr er mit dem Fahrzeug seines Großvaters zur Red Lake Senior High School, wo er bis vor ein paar Monaten selbst Schüler gewesen war.
Weise ermordete insgesamt sieben Menschen an der High School. Zuerst erschoss Weise den unbewaffneten Sicherheitsbeamten am Eingang und verwundete weitere fünf Menschen. Außer dem Sicherheitsbeamten tötete er einen Lehrer und fünf Schüler. Nachdem die Polizei eingetroffen war, gab es einen Schusswechsel zwischen Weise und den Beamten. Er wurde verwundet und tötete sich anschließend selbst in einem leeren Klassenzimmer.

## Täter
Jeffrey Weise wuchs in zerrütteten Verhältnissen auf. Seine Eltern waren ein junges, unverheiratetes Paar, das sich vor seiner Geburt trennte. Seine 17-jährige Mutter, Joanne Weise, bestand darauf, ihren Sohn dem Vater zu geben. Als Weise zwei Jahre alt war, wollte ihn seine Mutter zurückhaben und zog mit ihm nach Minneapolis. Laut Äußerungen von Weise im Internet wurde seine Mutter zur Alkoholikerin, die körperlich und emotional gelitten habe. 1992 begann sie eine Beziehung mit Timothy Troy DesJarlait, den sie 1998 heiratete, nachdem sie zwei Kinder zusammen hatten. Weise besuchte verschiedene Schulen. 1997, als Weise neun Jahre alt war, beging sein Vater Daryl Lussier, Jr. Selbstmord. 1999 wurde seine Mutter in einen Autounfall verwickelt und erlitt schwere Hirnschäden. Sie musste in einer Privatklinik behandelt werden und lag im Koma. Im Jahr 2000 trennte sich Troy DesJarlait von Weises Mutter. Jeff kam offiziell in die Obhut seiner Großmutter väterlicherseits Shelda (Gurneau) Lussier, die auf der Red Lake Reservation lebte. Er musste Minneapolis verlassen, wo er den Großteil seiner Kindheit verbracht hatte, um mit ihr und anderen väterlichen Verwandten zu leben. Weise drückte seine Frustration über das Leben in Red Lake aus und spürte, wie sein Leben aus der Kontrolle geriet. Nach einigen Quellen lebte Weise bei seinem Großvater väterlicherseits, Daryl Lussier, Sr., einem im Red Lake Police Department arbeitenden Sergeant. Zum Haushalt gehörte die jüngere Freundin von Daryl Lussier, Sr., Michelle Leigh Sigana. Aber seine Tanten väterlicherseits, Shauna und Tammy Lussier, sagten aus, dass Weise in den vergangenen Jahren meistens bei ihnen gelebt habe und sie ihm dabei geholfen hätten, sich einer Behandlung seiner Verhaltensstörungen und Depressionen zu unterziehen. Kurz nach der Scheidung seines Stiefvaters von seiner Mutter unternahm Weise 2004 zwei Selbstmordversuche. Er musste drei Tage lang in einer psychiatrischen Klinik bleiben. Als Teenager wurde er mit dem Antidepressivum Prozac behandelt.

## Tatverlauf
Am Tag des Amoklaufs nahm Weise eine Ruger MK II .22 Kaliber-Pistole aus seinem Schlafzimmer und erschoss damit seinen Großvater im Schlaf, wobei er ihn zweimal in den Kopf und zehnmal in die Brust traf. Laut Freunden von Weise hatte dieser die Waffe schon länger als ein Jahr. Er nahm Lussiers zwei Polizeiwaffen, eine .40 Kaliber-Glock 23-Pistole und eine Remington 870-12-gauge-pump-action-Schrotflinte, einen Gewehr-Gürtel und eine kugelsichere Weste. Dann erschoss er die Freundin des Großvaters mit zwei Schüssen in den Kopf. Weise fuhr mit dem Streifenwagen seines Großvaters zur Red Lake Senior High School und erreichte die Schule um 14:25 Uhr (Central Standard Time). Als er die Schule durch den Haupteingang betrat, begegnete er zwei unbewaffneten Sicherheitsbeamten. Weise erschoss Derrick Brun, während der andere Sicherheitsbeamte unverletzt fliehen konnte. Danach ging Weise in den Hauptgang der Schule. Er begann in einem Klassenzimmer wild um sich zu schießen, dabei tötete er drei Schüler und eine Lehrerin und verletzte drei weitere Schüler. Ashley Lajeunesse, eine damalige Schülerin, sagte, dass Chase Lussier (keine direkte Verwandtschaft mit Daryl Lussier, Sr.) sie beschützt habe und selbst erschossen worden sei. Jeffrey May, ein 16-jähriger Schüler, versuchte mit Weise im Klassenzimmer zu ringen und stach ihm mit einem Bleistift in den Bauch. So lenkte er Weise davon ab, weitere Schüler zu erschießen, und ermöglichte ein paar Schülern die Flucht. Weise schoss May zweimal in den Nacken und einmal in den Kiefer und ließ ihn verletzt auf dem Boden liegen. May überlebte. Augenzeugen berichteten nach dem Massaker, dass Weise während der Schießerei ständig gelächelt habe. Ein Augenzeuge berichtete auch, dass Weise einen Schüler gefragt habe, ob er an Gott glaube. Es wird angenommen, dass Weise diesen Ausspruch vom Amoklauf an der Columbine High School im Jahr 1999 übernommen habe, denn auch bei diesem Massaker hatte einer der Schützen eine Schülerin dasselbe gefragt. Um 14:52 Uhr kehrte Weise zurück zum Haupteingang, wo er zwei weitere Schüler erschoss und zwei andere Schüler verwundete. Als die Polizei ankam, gab es einen vierminütigen Schusswechsel mit dem Schützen. Keiner der Beamten wurde verletzt, im Gegensatz zum Schützen, der zweimal getroffen wurde, einmal in den Abdomen und einmal in seinen rechten Arm. Weise suchte Zuflucht in einem leeren Klassenzimmer, lehnte sich an die Wand, richtete den Flintenlauf auf sein Kinn und beging Suizid.

## Beerdigung
Die Leichen wurden ein paar Tage nach dem Amoklauf bestattet. Freunde und Familie der Opfer nahmen zur Zeremonie in der Kirche persönliche Gegenstände mit, die sie den Opfern in die Särge legten.

## Ereignisse nach dem Amoklauf
- Buck Jourdain, Vorsitzender des Red Lake Band of Chippewa Indians, sagte, dass die Schießerei „eines der dunkelsten und schmerzhaftesten Ereignisse in der Geschichte unseres Stammes“ sei.
- Louis Jourdain, der Sohn des ehemaligen Stammesvorsitzenden Floyd Jourdain, Jr., wurde im Zusammenhang mit der Schießerei und wegen Verschwörung zum Mord am 28. März 2005 verhaftet. Er wurde auf der Grundlage mehrerer E-Mails, die er mit Weise im Zusammenhang mit Plänen für den Red-Lake-High-Amoklauf ausgetauscht hatte, belastet. Die Regierung ließ den Anklagepunkt der Verschwörung fallen; Jordain bekannte sich schuldig im Übertragen bedrohlicher Nachrichten über das Internet.
- Derrick Brun, der Sicherheitsbeamte der High School, wurde für seine Tapferkeit vom damaligen US-Präsidenten George W. Bush geehrt.
- Jeffrey May, der beim Versuch Weise aufzuhalten, verletzt wurde, wurde hoch gelobt. Er wurde in Reader’s Digest und der New York Times erwähnt.

## Motive der Tat
Nach Erkenntnissen der Polizei und nach Medienberichten wurde Weise oft in der Schule von seinen Mitschülern und Klassenkameraden gemobbt und gehänselt. Er war ein großer Jugendlicher mit einem Gewicht von bis zu 115 kg und trug in der Schule dunklen Eyeliner sowie das ganze Jahr über einen langen schwarzen Trenchcoat und andere schwarze Kleidung. Er wurde von vielen seiner Klassenkameraden als „Goth kid“ bezeichnet. Einige Kommilitonen hielten ihn für einen Einzelgänger, aber er hatte seinen eigenen Freundeskreis.
Lorene Gurneau, eine Verwandte seiner Großmutter väterlicherseits, sagte, sie und andere Familienmitglieder vermuteten, dass Weise nie über den Selbstmord seines Vaters hinweggekommen sei. Er war in zerrütteten Verhältnissen aufgewachsen und hatte im Alter von elf Jahren beide Eltern verloren.
Als Teenager bekam Weise Prozac als Antidepressivum verschrieben, und die Behandlung sollte zusammen mit der Beratung seines Psychologen fortgesetzt werden. Sein Arzt hatte eine Woche vor der Schießerei die Dosis auf bis zu 60 mg pro Tag erhöht. Seine Tanten Shauna und Tammy Lussier äußerten sich besorgt über die Erhöhung der Dosierung. Weises Morde eröffneten die Debatte über den Prozac-Einsatz bei Kindern und Jugendlichen. Im Oktober 2004 hatte die Food and Drug Administration (FDA) eine Warnung vor dessen Verwendung ausgegeben, aber es ist das einzige für die Anwendung bei Kindern zugelassene Antidepressivum.